# ミリアリーノ
ミリアリーノ（伊: Migliarino）は、イタリア共和国エミリア＝ロマーニャ州フェラーラ県フィスカッリアに属する分離集落（フラツィオーネ）。
かつては独立したコムーネであったが、2014年1月1日にマッサ・フィスカッリア、ミリアーロと合併して新自治体の一部となった。

## 地理

### 位置・広がり

#### 隣接コムーネ
コムーネとしてのミリアリーノは、以下のコムーネと隣接していた。
- コディゴーロ
- ヨランダ・ディ・サヴォーイア
- マッサ・フィスカッリア
- ミリアーロ
- オステッラート
- トレジガッロ